# クリス・コスタ
クリス・コスタ（Chris Costa）はアメリカの実弾射撃訓練教官、スポーツ射撃選手。

## 経歴

### アメリカ沿岸警備隊
12年間所属し、麻薬撲滅のための作戦などに参加した特殊作戦の実戦経歴を持つ。そのほか国土安全保障省リスク管理部、米国エネルギー省（RMD）、マリン・テクノロジーズ社（AMTI）での民間部門で7年を過ごす。AMTIでは、コスタは海上及び重要インフラテイクバックの両方の警察タクティカルアサルト操作を教えた。ヨーロッパ、中東、南アメリカのドラッグ撲滅作戦をはじめ反ドラッグや特殊な任務を行った。

### MAGPULダイナミクス
クリス·コスタはMAGPULダイナミクスの社長として4年間を過ごした。

### COSTA LUDUS
MAGPULダイナミクスの後、自社ブランド「COSTA LUDUS」を設立。

## 日本との関係

### PEACE COMBAT FES
2015年1月、同じ実弾射撃訓練会社のATTS USA, LLCインストラクター、ジミーヘンディレクス氏と来日が決定。